# Фуэнтес, Хуан Мануэль
Хуан Мануэль Фуэнтес (исп. Juan Manuel Fuentes, 16 апреля 1906, Херес-де-ла-Фронтера — 2 марта 1978, Аликанте) — испанский шахматист (национальный мастер), шахматный журналист и писатель.
Победитель Национального турнира 1942 г. и официальный претендент на звание чемпиона Испании (проиграл матч действующему чемпиону Р. Рею Ардиду). Серебряный призер чемпионата Испании 1947 г.
Чемпион Севильи 1930 г. Чемпион Кастилии 1936 (1—2 места с В. Альмиралем), 1942, 1944, 1951 и 1952 гг.
В составе сборной Испании участник радиоматчей со сборной Аргентины (1946 и 1948 гг.).
Крупнейшее достижение на международной арене — 2-е место на турнире в Мадриде (1943 г.) за гроссмейстером П. П. Кересом, впереди Ф. Земиша, А. Бринкмана, А. Помара, А. Медины, Х. Санса Агуадо и др. В 1945 г. на аналогичном турнире занял 3-е место.
В 1935 г. в сеансах одновременной игры одержал победы над чемпионами мира А. А. Алехиным и Х. Р. Капабланкой. В том же году вместе с тремя консультантами свел вничью показательную партию против Алехина.
Сотрудничал с изданием "El ajedrez español". В соавторстве с Х. Гансо написал книгу «Жизнь Артуро Помара» ("La vida de Arturito Pomar", editorial Ajedrez Español, ISBN , Madrid, año 1946).

## Спортивные результаты
| Год  | Город     | Соревнование                                        | +  | − | = | Результат | Место |
| ---- | --------- | --------------------------------------------------- | -- | - | - | --------- | ----- |
| 1942 | Барселона | Национальный турнир                                 |    |   |   |           | 1     |
|      | Мадрид    | Матч с Р. Реем Ардидом (на звание чемпиона Испании) | 1  | 5 | 1 | 1½ : 5½   |       |
| 1943 | Мадрид    | Международный турнир                                | 10 | 1 | 3 | 11½ из 14 | 2     |
| 1945 | Мадрид    | Международный турнир                                |    |   |   | 6½ из 9   | 3     |
|      | Мелилья   | Международный турнир                                |    |   |   | 4½ из 7   | 3     |
| 1946 |           | Радиоматч Аргентина — Испания (против Г. Пуиггроса) | 0  | 0 | 1 | ½ из 1    |       |
| 1947 | Валенсия  | Чемпионат Испании                                   |    |   |   |           | 2     |
| 1948 |           | Радиоматч Аргентина — Испания (против Р. Шокрона)   | 0  | 1 | 0 | 0 из 1    |       |
| 1951 | Мадрид    | Международный турнир                                |    |   |   | 8 из 17   | 12    |